# Sagattes

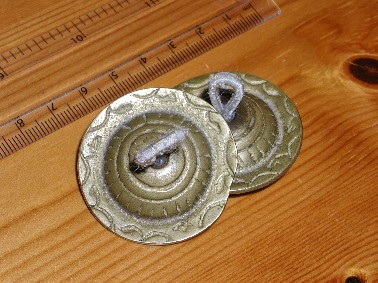
Paire de sagattes du marché Khân al-Khalili au Caire

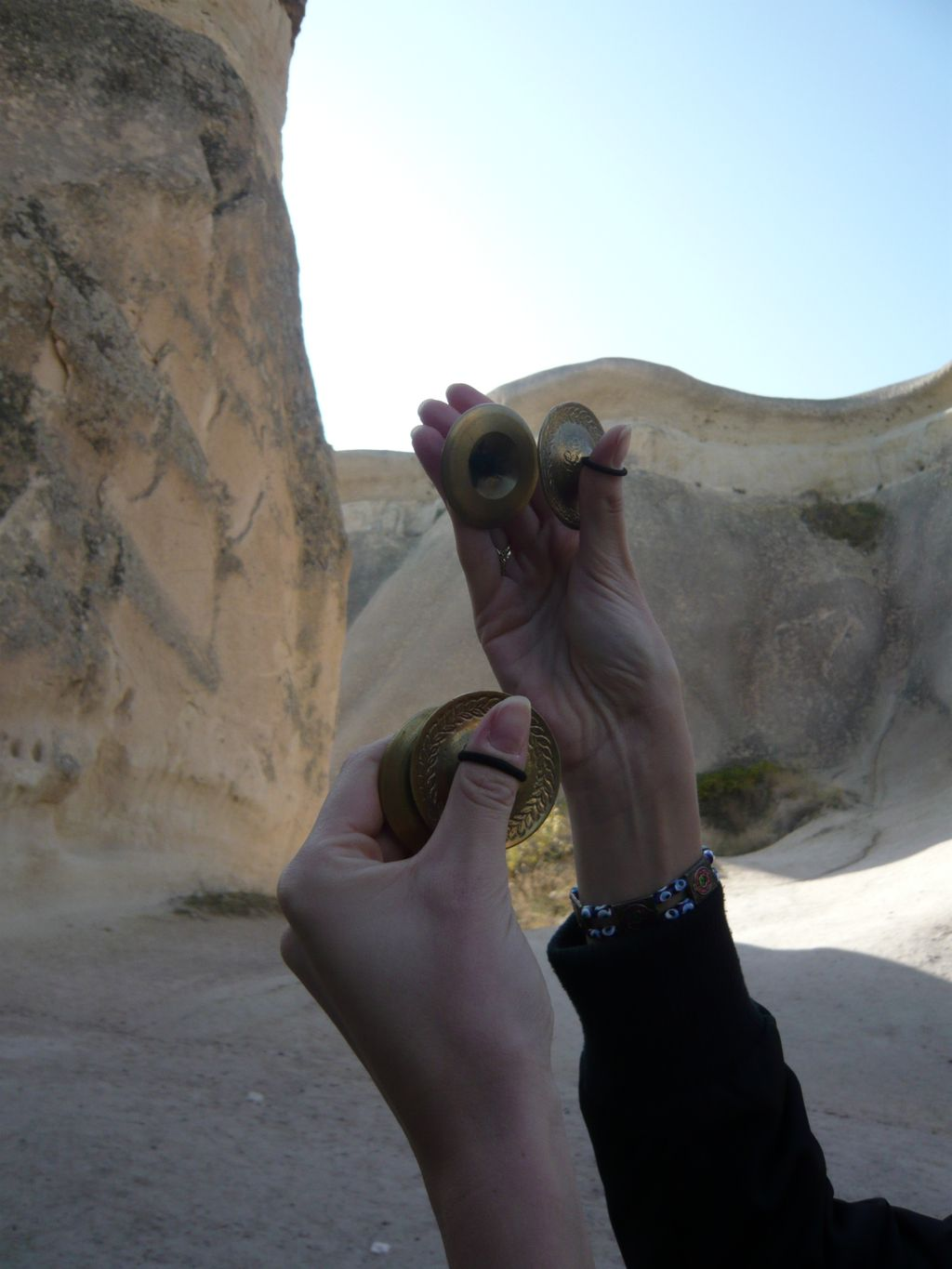
Paire de sagattes en action

Les sagattes, sagates (mot d'origine arabe) ou zil (mot d'originie turc) ou cymbalettes de doigts sont un instrument de percussion  constitué de deux paires de petites cymbales placées sur les doigts (pouces et majeurs de chaque main). Il faut deux paires de sagattes pour en jouer. Elles sont très utilisées dans la musique et la danse orientale en Egypte et en Turquie.
Les danseurs et danseuses de l'Empire Romain jouaient déjà des sagattes. Des mosaïques et reliefs en pierres montrant des joueurs/joueuses de sagattes Romain ont en effet été retrouvées en Bulgarie, Italie et Belgique. Ces représentations sont datées entre le deuxième et le quatrième siècle AD. Cependant, il n'est pas établi si cette pratique musicale a existé de manière continue jusqu'à nos jours ou si elle a été oubliée puis réinventée plus tard au Moyen-Orient.
Les sagattes sont utilisées pour accompagner des formations musicales orientales ou des pas de danse orientale. Les sagattes sont jouées par des femmes (danseuses) par exemple dans le style Baladi, mais aussi par des hommes (danseurs derviches). Certains musiciens égyptiens jouent des sagattes dans les orchestres traditionnels et on peut aussi entendre des sagattes dans la musique populaire moderne (shaabi).